# ゴクホイ県
ゴクホイ県（ゴクホイけん、ベトナム語：Huyện Ngọc Hồi?）は、ベトナム社会主義共和国コントゥム省の県。面積は824 km²、人口は45,800人（2019年）である。

## 行政区画
1市鎮7社から構成される。